# Alfred Paulus
Alfred Paulus (* 3. července 1827, Hrob u Teplic – 4. srpna 1864, Hrob u Teplic) byl český houslista a violista.

## Život
Vystudoval hru na housle na pražské konzervatoři a jako výrazný talent byl přijat do orchestru Stavovského divadla, kde se seznámil s Bedřichem Smetanou. Bedřich Smetana byl častým Paulusovým spoluhráčem a vystupovali často na společných koncertech v Konviktě. Roku 1855 hrál mimo jiné i na koncertě, kde mělo premiéru jedno z nejvýznamnějších Smetanových komorních děl Trio g-moll. Ke konci svého života se rozhodl odejít s tvůrcem pozdější české hymny Františkem Škroupem do Rotterdamu, kde několik let pobýval a roku 1861 se sešel s Bedřichem Smetanou za jeho pobytu v Nizozemsku.